# Антония, Ярхинио
Ярхинио Антония (нидерл. Jarchinio Antonia; 27 декабря 1990, Амстердам, Нидерланды) — кюрасаоский футболист, нападающий клуба ТЕК. Выступал за сборную Кюрасао.

## Биография

### Клубная карьера
Первый профессиональный контракт подписал летом 2010 года с клубом АДО Ден Хааг. Дебютировал за команду 12 сентября в матче 5-го тура чемпионата Нидерландов против клуба «Де Графсхап», в котором вышел на замену на 68-й минуте вместо Уэсли Верхука. В первой части сезона сыграл за команду 3 матча, но зимой был отдан в аренду в клуб Эрстедивизи «Гоу Эхед Иглз». После окончания сезона подписал с клубом полноценный контракт. В сезоне 2012/13 занял с командой 6 место в лиге и добился повышения в высший дивизион через раунд плей-офф. Отыграв сезон за «Иглз» в высшей лиге, подписал контракт с другим нидерландским клубом «Гронинген». В составе «Гронингена» Антония провёл два полноценных сезона, но в начале сезона 2016/17 контракт с игроком был расторгнут. В сентябре, в качестве свободного агента, игрок вернулся в «Гоу Эхед Иглз», где выступал до конца сезона.
Летом 2017 года подписал контракт с кипрским клубом «Омония» (Никосия). В январе 2019 год перешёл в другой клуб чемпионата Кипра АЕЛ (Лимасол).

### Карьера в сборной
Дебютировал за сборную Кюрасао 23 марта 2016 года в матче первого отборочного раунда Карибского кубка 2017 против сборной Барбадоса, в котором вышел на замену на 71-й минуте вместо Гино ван Кессела. Успешно преодолев отборочный раунд, сборная Кюрасао затем стала победителем Карибского кубка.
В составе сборной Кюрасао является участником двух Золотых кубков КОНКАКАФ 2017 и 2019 годов. В 2017 году сыграл во всех трёх матчах группового этапа, однако Кюрасао потерпело поражение в каждом из них и вылетела с турнира, заняв последнее место в группе. В 2019 году принял участие в двух матчах группового этапа, а сборная Кюрасао завершила выступление в 1/4 финала, уступив сборной США со счётом 0:1.

## Достижения
«Гронинген»
- Обладатель Кубка Нидерландов: 2014/15

АЕЛ (Лимасол)
- Обладатель Кубка Кипра: 2018/19

Сборная Кюрасао
- Победитель Карибского кубка: 2017